# Linha de Guimarães
A Linha de Guimarães, originalmente denominada de Caminho de Ferro de Guimarãis, é uma linha férrea portuguesa de serviço maioritariamente urbano, que se compreendeu, na sua extensão máxima, entre a Estação Ferroviária de Porto-Trindade e Fafe, passando por Trofa–Lousado (onde interseta a Linha do Minho) e Guimarães. Actualmente, apenas se considera o troço entre Lousado e Guimarães como parte desta linha. A Linha de Guimarães era originalmente uma linha de bitola métrica. O primeiro troço, entre a Trofa e Vizela, entrou ao serviço em 31 de Dezembro de 1883, tendo a linha chegado a Guimarães em 14 de Abril de 1884 e a Fafe em 21 de Julho de 1907. Na década de 1930 a linha foi prolongada para sudoeste: o troço entre Trofa e Senhora da Hora (na linha Porto–Póvoa de Varzim) foi inaugurado em 14 de Março de 1932; a Linha de Guimarães era comum com a Linha da Póvoa desde Senhora da Hora até à estação de Porto-Boavista. Por fim, o troço entre Porto-Boavista e Porto-Trindade, comum à Linha da Póvoa, foi inaugurado em 30 de Outubro de 1938.
O troço entre Guimarães e Fafe foi encerrado em 1986. Nas décadas de 1990 e 2000, a Linha de Guimarães sofreu profundas modificações, pois decidiu-se converter o troço entre Porto-Trindade e Trofa numa linha do Metro do Porto e o troço entre Trofa, Lousado e Guimarães numa linha de bitola ibérica eletrificada. O troço Trofa–Lousado–Santo Tirso foi o primeiro a ser convertido para bitola ibérica, obras essas que ficaram concluídas em 1998, na altura ainda sem eletrificação. O troço seguinte, entre Santo Tirso e Guimarães, reabriu como linha de bitola ibérica e eletrificada em 19 de Janeiro de 2004, depois de dois anos de obras durante as quais o tráfego esteve suspenso. De modo a se fazer a conversão para linha do Metro do Porto, o troço entre Porto-Trindade e Trofa foi encerrado entre Abril de 2001 e Fevereiro de 2002. O troço entre o Porto e o ISMAI (a norte da Maia) reabriu como linha de metro ligeiro (em via dupla e bitola padrão) entre Dezembro de 2002 e Março de 2006, sendo atualmente a Linha C do Metro do Porto. Entre o ISMAI e Trofa as obras do Metro do Porto não chegaram a avançar, pelo que este troço não tem qualquer tráfego ferroviário desde 2002, o que tem provocado controvérsia na região.

## Caracterização

### Descrição física
A linha designada como "Linha de Guimarães" corresponde, actualmente, ao troço ferroviário entre Lousado e Guimarães, sendo que o restante serviço ferroviário é feito através da Linha do Minho durante o percurso entre Porto-São Bento e Lousado. A Linha de Guimarães é, assim, constituída por linha simples electrificada, com bitola ibérica, permitindo a circulação de automotoras e locomotivas eléctricas a velocidades até aos 100 km/h. Originalmente, a Linha de Guimarães era em bitola métrica, e iniciava-se na Estação Ferroviária de Porto-Trindade, circulando em via comum com a Linha da Póvoa até à Estação de Senhora da Hora. Durante este período uma das principais infra-estruturas da Linha de Guimarães foi o Túnel da Lapa, com quase 500 m de comprimento, e que permitia a ligação à Estação da Trindade.

### Serviços
O serviço ferroviário de passageiros é composto por dois tipos de serviços. O serviço urbano é prestado pelos suburbanos do Porto, que fazem a ligação entre Guimarães e o Porto em 1h15, em automotoras eléctricas da Série 3400, que entraram ao serviço em 2002. O outro serviço é o InterCidades, prestado pela CP Longo Curso que possibilitam a ligação directa entre Guimarães e Lisboa, durando a viagem cerca de 4h15, através de locomotivas eléctricas da Série 5600, com as carruagens de passageiros do serviço InterCidades.

### Tipos de atrelagem e material circulante
A construtora e operadora original da linha, a Companhia do Caminho de Ferro de Guimarães, introduziu um tipo de atrelagem próprio, com um tampão central e um gancho em cutelo, muito semelhante às utilizadas nos países nórdicos, tendência que continuou mesmo após a união com a Companhia do Caminho de Ferro do Porto à Póvoa e Famalicão e a formação da Companhia dos Caminhos de Ferro do Norte de Portugal.
Entre as locomotivas a vapor usadas nesta linha, contavam-se as da Série E101 a E103, construídas em 1907 pela casa alemã Maschinenfabrik Esslingen.
Até à década de 1970, a rede de via estreita do Porto constituiu um dos últimos bastiões da tracção a vapor em Portugal, sendo empregues várias locomotivas a vapor, em conjunto com automotoras a gasóleo da Série 9300, introduzidas em 1955 Em meados de 1976, desapareceu por completo a tracção a vapor nos serviços de passageiros, sendo substituída por tracção a gasóleo, embora alguns serviços esporádicos de mercadorias entre Guimarães e o Porto ainda continuaram a ser rebocados por locomotivas a vapor, existindo para isso quatro máquinas baseadas no depósito de Lousado. Em termos de material a gasóleo, além das automotoras da Série 9300 também circularam as locomotivas da Série 9020, que fizeram serviços em toda a extensão da linha na década de 1980, e as locomotivas da Série 9000, que substituíram as automotoras 9300 nos inícios da década de 1990.

## História

### Antecedentes, planeamento, construção e inauguração

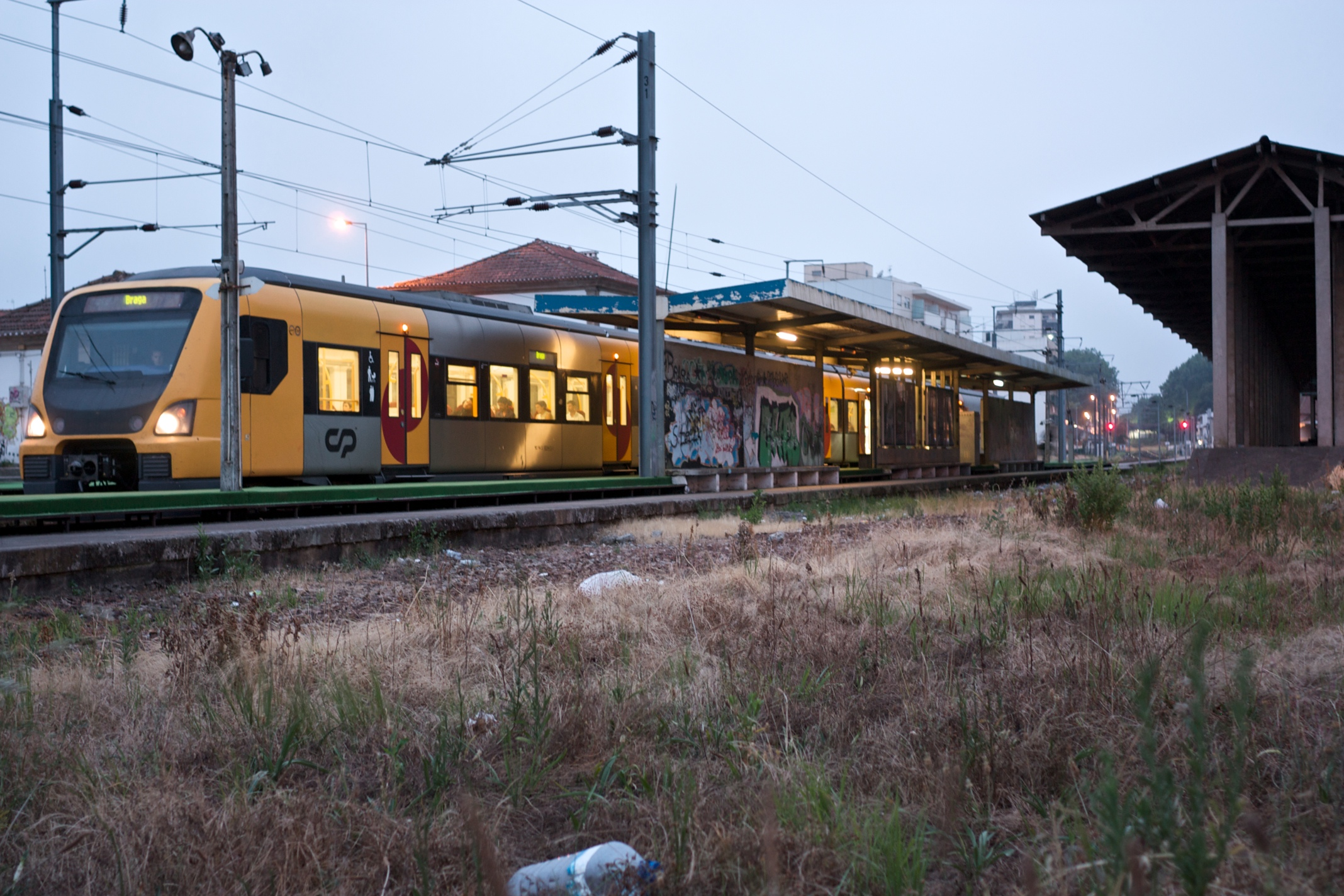
Estação original de Trofa, em 2010; à direita, a antiga gare da Linha de Guimarães.

A primeira iniciativa para construir uma ligação ferroviária a Guimarães foi organizada em 1871, tendo em 11 de Julho desse ano o empresário Simão Gattai recebido a concessão para construir um caminho de ferro de carros americanos, utilizando carris por cima de estrada, em bitola métrica, entre o Porto e Braga, passando por Santo Tirso e Guimarães. O concurso foi alterado em 28 de Dezembro de 1872, de forma a incluir um ramal que, passando por Vizela e Fafe, ligasse com a Linha do Minho, e uma linha métrica em leito próprio entre a Trofa e Bougado. Em 17 de Outubro de 1874, a concessão foi trespassada para uma companhia de nacionalidade inglesa, e um despacho de 18 de Fevereiro de 1875 retirou a obrigação de construir o ramal; nesse ano, também se limitou o traçado apenas de Bougado a Guimarães, e autorizou-se a utilização de via larga. Desta forma, a construção da Linha de Guimarães foi feita principalmente por iniciativa privada, conceito pouco comum nas regiões do Douro e do Minho, onde a maior parte da rede ferroviária foi instalada pelo governo.
No entanto, a construção revelou-se muito morosa, tendo apenas sido construídos cerca de seis quilómetros de via larga, entre Bougado e Santo Tirso, quando a empresa entrou em falência, em 1879. O contrato foi revogado em 16 de Abril de 1879, e no mesmo dia foi autorizado o projecto de António de Moura Soares Velloso e do Visconde da Ermida, que representavam uma nova empresa, para a construção de uma linha férrea de bitola larga entre Guimarães e Bougado, sem apoios do governo. Em 5 de Agosto de 1880, foi aceite o pedido para que a linha fosse construída em via métrica.
Paralelamente, também a empresa responsável pela instalação da Linha do Porto à Póvoa de Varzim, que tinha chegado a Famalicão em 1881, planeou construir uma linha férrea em Guimarães, como parte do prolongamento da sua rede até Pedras Salgadas.
No caso da Linha de Guimarães, o processo de constituição da sua rede foi penalizado pela falta de método, o que se revelou nas várias modificações que foram sendo feitas na concessão. O principal objectivo para a sua construção foi o acesso à produtiva região fabril nos vales do Ave e Vizela. O primeiro lanço, entre a Trofa e Vizela, com cerca de dezasseis quilómetros de extensão, entrou ao serviço em 31 de Dezembro de 1883. O troço a partir da Trofa, e a travessia do Rio Ave, pela Ponte do Ave, foi construído em via algaliada, em conjunto com a Linha do Minho. A linha chegou a Guimarães em 14 de Abril de 1884.

### Expansão até Fafe
Por decretos de 1891, 1898, 1899, 1900, 1901 e 1903, a concessão foi alterada, permitindo à Companhia a continuação da Linha de Guimarães até Fafe. Em 12 de Julho de 1897, a Companhia apresentou um requerimento para o prolongamento da linha, sem custos para o estado, pedido este que foi atendido por um alvará de 2 de Julho de 1898. Este alvará foi anulado por um decreto de 14 de Julho do mesmo ano, que também estabeleceu a concessão provisória para o prolongamento. Uma lei de 14 de Julho de 1899, que reorganizou a Administração dos Caminhos de Ferro do Estado e criou o Fundo Especial de Caminhos de Ferro, também estabeleceu várias vantagens para a abertura de novas linhas, incluindo apoios financeiros, e isenção de vários impostos, como na importação de material circulante e de materiais de construção; como resultado deste diploma, verificou-se um período de maior actividade na construção de caminhos de ferro, no qual se incluiu a continuação até Fafe. Com efeito, em 2 de Maio de 1900, a Companhia apresentou um requerimento para usufruir das vantagens constantes da lei de 14 de Julho, uma vez que o prolongamento até Fafe tinha sido inserido no Plano da Rede Complementar ao Norte do Mondego, decretado em 15 de Fevereiro de 1899; este pedido foi aprovado por uma portaria de 23 de Junho de 1900.
Uma carta de lei de 1 de Agosto de 1899 autorizou o governo a tornar definitiva a concessão. Em 22 de Novembro de 1901, o rei D. Carlos autorizou a Companhia do Caminho de Ferro de Guimarães a construir e explorar o troço entre Guimarães e Fafe, que, tal como o resto da linha, deveria ser construído em bitola métrica. Como não teve quaisquer apoios do estado neste projecto, a construção foi financiada através da emissão de títulos de dívida para financiar as obras, e adquirir o material circulante. A linha até Fafe foi inaugurada em 21 de Julho de 1907.

### Formação da Companhia do Norte

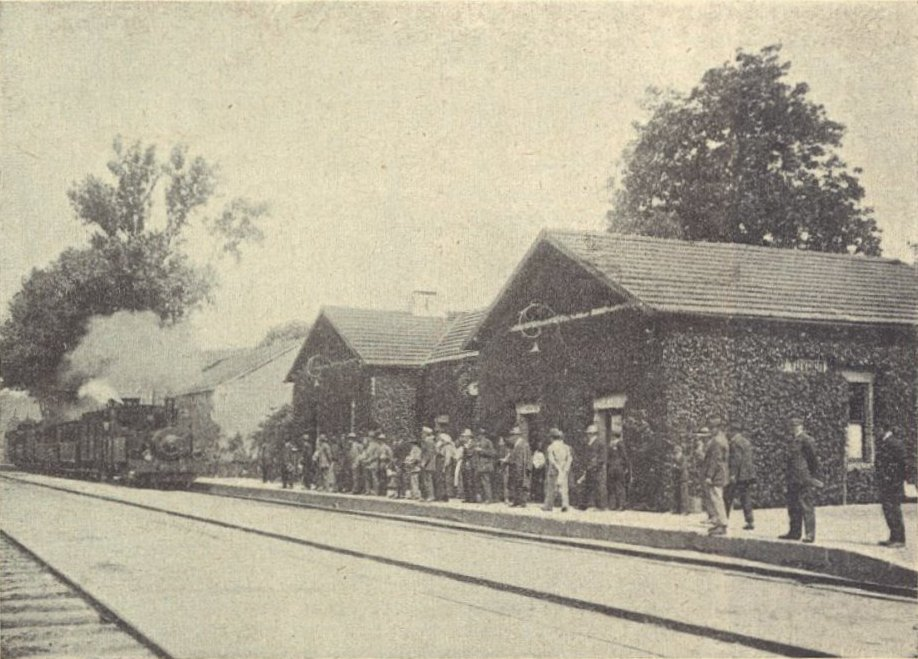
Antiga Estação de Santo Tirso, ainda com a denominação original, Santo Thyrso.

Entre 1885 e 1887, o governo ordenou a realização de estudos para várias linhas em via métrica, incluindo uma de Guimarães a Braga e outra desde esta localidade até Monção. Estes caminhos de ferro que foram classificados pelo Plano da Rede Complementar ao Norte do Mondego, de 15 de Fevereiro de 1900, junto com um outro entre Guimarães e Cavez, onde se uniria à Linha do Tâmega. Em 27 de Setembro de 1904, foi assinado um contrato para a construção dos troços entre Guimarães, Braga e Monção, e de Ponte da Barca a Viana do Castelo. Porém, após vários problemas, a concessão foi transferida para a empresa Canha & Formigal, que ordenou a realização dos projectos para estes caminhos de ferro, e que foram posteriormente aprovados.
Na transição para o século XX, ambas as companhias do Porto à Póvoa e Famalicão e do Caminho de Ferro de Guimarães tinham conseguido obter dividendos para os seus capitais, estando por isso dispostas a novos projectos. Em 1901, a Companhia da Póvoa voltou a pedir autorização para construir vários troços, incluindo um entre Famalicão e Guimarães, com carris sobre o leito das estradas, e outro entre Lousado e Mindelo, para ligar as duas linhas. Porém, nenhum dos dois pedidos foi aceite, pelo que em 1905 a companhia apenas solicitou a construção dos outros dois troços, de Laundos a Fão, e de Modivas a Leça. Desta forma, o Conselho Superior de Obras Públicas realizou um inquérito sobre estes pedidos, e aproveitou e voltou a debruçar-se sobre o lanço do Mindelo a Lousado. Ao mesmo tempo, procurou-se revisar as situações jurídicas das Companhias da Póvoa e de Guimarães, uma vez que as suas concessões tinham sido com prazos indeterminados, tendo-se chegado à conclusão que a perpetuidade das suas concessões não seria exequível, e que o governo podia estabelecer prazos por meio de novas concessões. Em 1908 e 1909, ambas as companhias pediram autorização para se fundirem com a empresa concessionária das linhas do Alto Minho, o que colocaria toda a rede de via métrica do Minho sob a gestão de uma só entidade. O troço entre Mindelo e Lousado asseguraria a ligação entre as redes, pelo que o inquérito autorizou a sua construção, o que não chegou a ser feito.
A fusão foi autorizada, em princípio, por um despacho ministerial de 22 de Junho de 1909, que preconizava a construção do troço entre Mindelo e Lousado, a adaptação das vias da Linha da Póvoa para a bitola métrica, e o fim da via algaliada entre Lousado e Trofa; ao mesmo tempo, estabelecia os prazos para todas as concessões, após a fusão. No entanto, esta lei estava sujeita a uma providência legislativa pendente, sobre a Ponte de Lanheses e uma alteração no futuro ponto de entroncamento da Linha do Lima, de Ponte da Barca para Arcos de Valdez. Finalmente, todas as modificações foram confirmadas por uma Lei de 20 de Junho de 1912, que estabeleceu um prazo de oitenta anos para as concessões. No entanto, as empresas nunca chegaram a ser chamadas para assinar o contrato respectivo, embora elas tenham iniciado um processo de negociações, de forma a obterem os capitais necessários para procederem à fusão. Infelizmente, o processo acabou inviabilizado pelos efeitos económicos da Primeira Guerra Mundial, cujo impacto económico tornava inviável a fusão. Uma lei de meios de 17 de Setembro de 1915 tentou melhorar a situação, ao facilitar a construção das vias férreas no leito das estradas, mas não chegou a entrar em vigor.
Em resposta a vários pedidos de construção de linhas assentes sobre estrada, a Junta Consultiva de Caminhos de Ferro publicou um parecer em 20 de Fevereiro de 1920, onde reforçou a decisão de se alargar a via na Linha da Póvoa e de construir as linhas do Alto Minho, e preconizou que o Caminho de Ferro de Penafiel à Lixa e Entre-os-Rios também deveria ser incluído no conjunto de linhas a serem exploradas por uma só empresa; a ligação ao resto da rede de via métrica deveria ser feita por um ramal entre Lixa e Vizela.
Em 5 de Julho de 1926, a Companhia da Póvoa pediu a construção e exploração de um caminho de ferro entre a Linha da Póvoa e a Trofa, na Linha de Guimarães; este troço, em via métrica, devia partir de um ponto entre a Senhora da Hora e Pedras Rubras. Deveria, igualmente, ser construída uma variante entre Lousado e a Trofa, de forma a deixar de utilizar a plataforma de via da Linha do Minho naquele troço. O Decreto 12:568, de 26 de Outubro de 1926, autorizou a construção do troço entre a Trofa e a Linha da Póvoa, desde que, entre outras condições, fosse realizada previamente a fusão das duas empresas, o troço entre Lousado e Trofa fosse passado para via própria, e que a bitola na Linha da Póvoa fosse alterada para um metro. Este processo foi concretizado em 14 de Janeiro de 1927, formando a Companhia dos Caminhos de Ferro do Norte de Portugal.

### Troço entre Trofa e Senhora da Hora

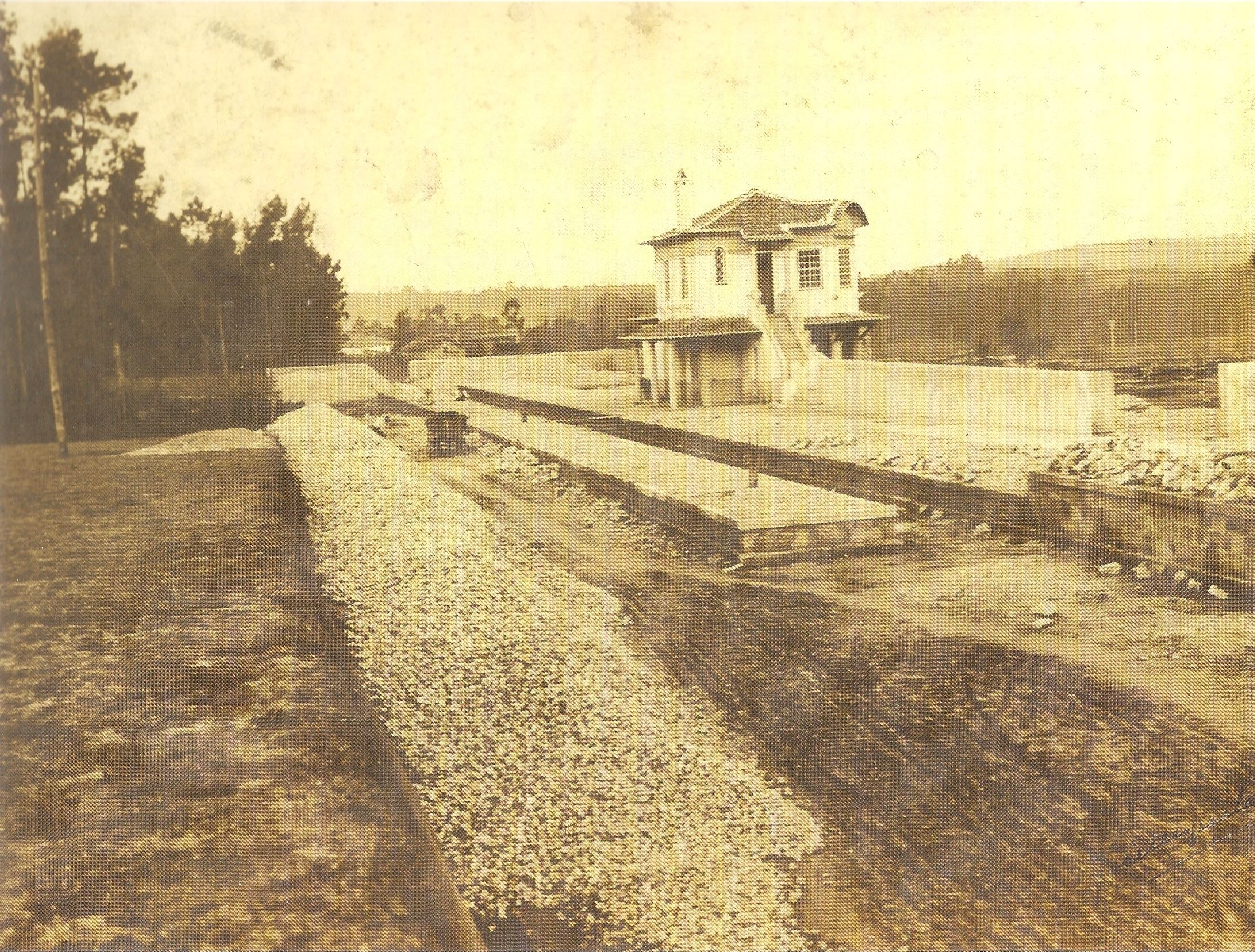
Estação de Castelo da Maia em construção.

O Decreto n.º 12.559, publicado em 27 de Outubro de 1926, considerou a Linha de Guimarães como uma das ligações prioritárias para a adaptação à tracção eléctrica.
A linha entre a Senhora da Hora e Trofa foi construída pelo empreiteiro francês André Borie, que se celebrizou pela construção da linha internacional de Tende, de Cuneo a Nice. Em finais de 1931, os trabalhos prosseguiam com grande actividade; em 11 de Fevereiro do ano seguinte, a construção foi concluída, embora as obras só tenham sido oficialmente terminadas com uma cerimónia no dia 15, no qual o engenheiro Eduardo Plácido, presidente do conselho de administração da Companhia do Norte, apertou o último tirefond na então estação de Bougado. A cerimónia oficial de inauguração deste troço e do Túnel da Trindade deu-se no dia 14 de Março, com a presença de várias individualidades do estado e dos caminhos de ferro, incluindo o presidente da república, Óscar Carmona, e vários embaixadores; a cerimónia começou com uma visita de comboio pelo interior do Túnel da Trindade, seguindo-se uma viagem a partir da Estação da Boavista até à Senhora da Hora, onde se fez a bênção da nova linha. Depois de vários discursos, o comboio continuou viagem, parando no Apeadeiro de Araújo, nas Estações de Estação de Barreiros e de Castelo da Maia, no Apeadeiro de Muro, numa ponte sobre a estrada de Braga, onde foi descerrada uma lápide comemorativa, nas Estações de Trofa, Santo Tirso e Caniços, terminando finalmente em Guimarães; em seguida, regressou a Porto-Boavista, concluindo a viagem inaugural. A cerimónia de inauguração foi rematada com um banquete oferecido por Eduardo Plácido no restaurante do Palácio de Cristal.
Foi, igualmente, inaugurado novo material circulante, incluindo várias locomotivas da firma alemã Henschel & Sohn e carruagens da Officine ferroviarie meridionali, de Nápoles.
A linha entre Senhora da Hora e Trofa entrou ao serviço em 15 de Março de 1932. Este troço revestia-se de uma elevada importância, uma vez que era o único elo entre as redes de via estreita de Guimarães e do Porto. As estações e apeadeiros originais deste troço foram Araújo, Barreiros, Mondim, Castelo da Maia, Muro e Bougado, e contava com serviços de passageiros, mercadorias, cães e bagagens, nos regimes de grande e pequena velocidades.

### Duplicação da Linha da Póvoa e abertura até à Trindade

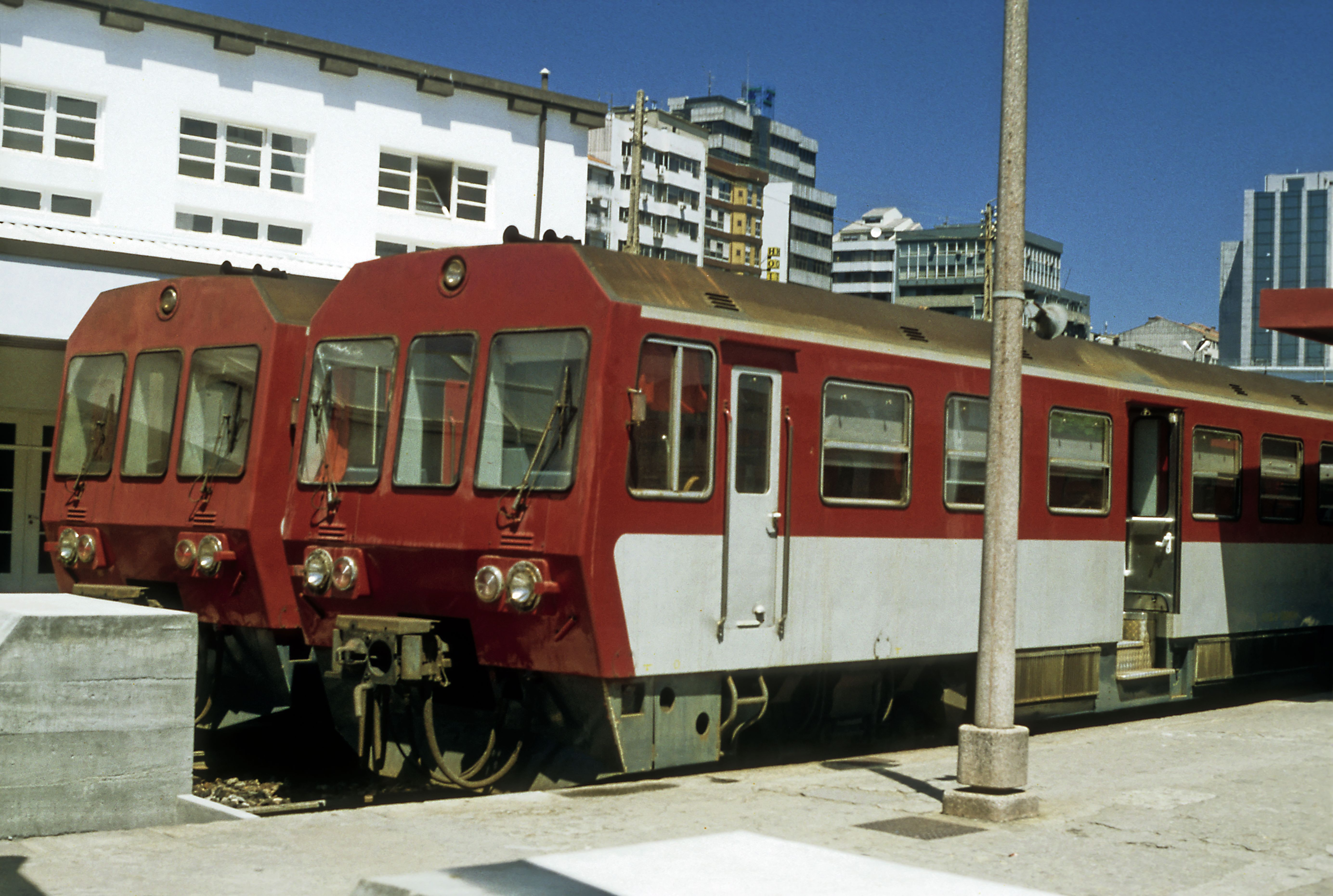
Porto-Trindade, antes da renovação.

Devido à abertura do novo troço até à Trofa, verificou-se um incremento no tráfego ferroviário a partir do ponto de entroncamento, na Senhora da Hora, e a cidade do Porto; desta forma, a via foi duplicada neste troço, estando esta obra já concluída em 1 de Janeiro de 1933.
Um dos principais pontos fracos da Linha da Póvoa foi o facto de ter a sua estação principal do Porto na zona da Boavista, longe do centro da cidade; com efeito, na década de 1930, calculava-se que o tempo de viagem desde o centro até à estação da Boavista fosse semelhante ao de uma viagem de comboio com cerca de 28 Km. Por outro lado, previa-se que a maior centralidade gerasse um aumento no tráfego urbano da Linha. Desta forma, começou-se a planear a construção de uma nova interface ferroviária, mais próxima do coração da urbe. Originalmente, a continuação da Linha até à Trindade tinha sido autorizada à Companhia do Caminho de Ferro do Porto à Póvoa e Famalicão em 20 de Janeiro de 1923, com uma garantia de juro de 9%, que foi posteriormente reduzida para 7,5% pelo Decreto n.º 12988. No entanto, devido a vários problemas, a construção deste troço foi muito atrasada, tendo as obras só começado em 28 de Outubro de 1930. A ligação à Trindade foi inaugurada em 30 de Outubro de 1938. Este troço foi construído pelo empreiteiro espanhol Gonzalez Barros, que também trabalhou na Linha do Tâmega.

### Década de 1960

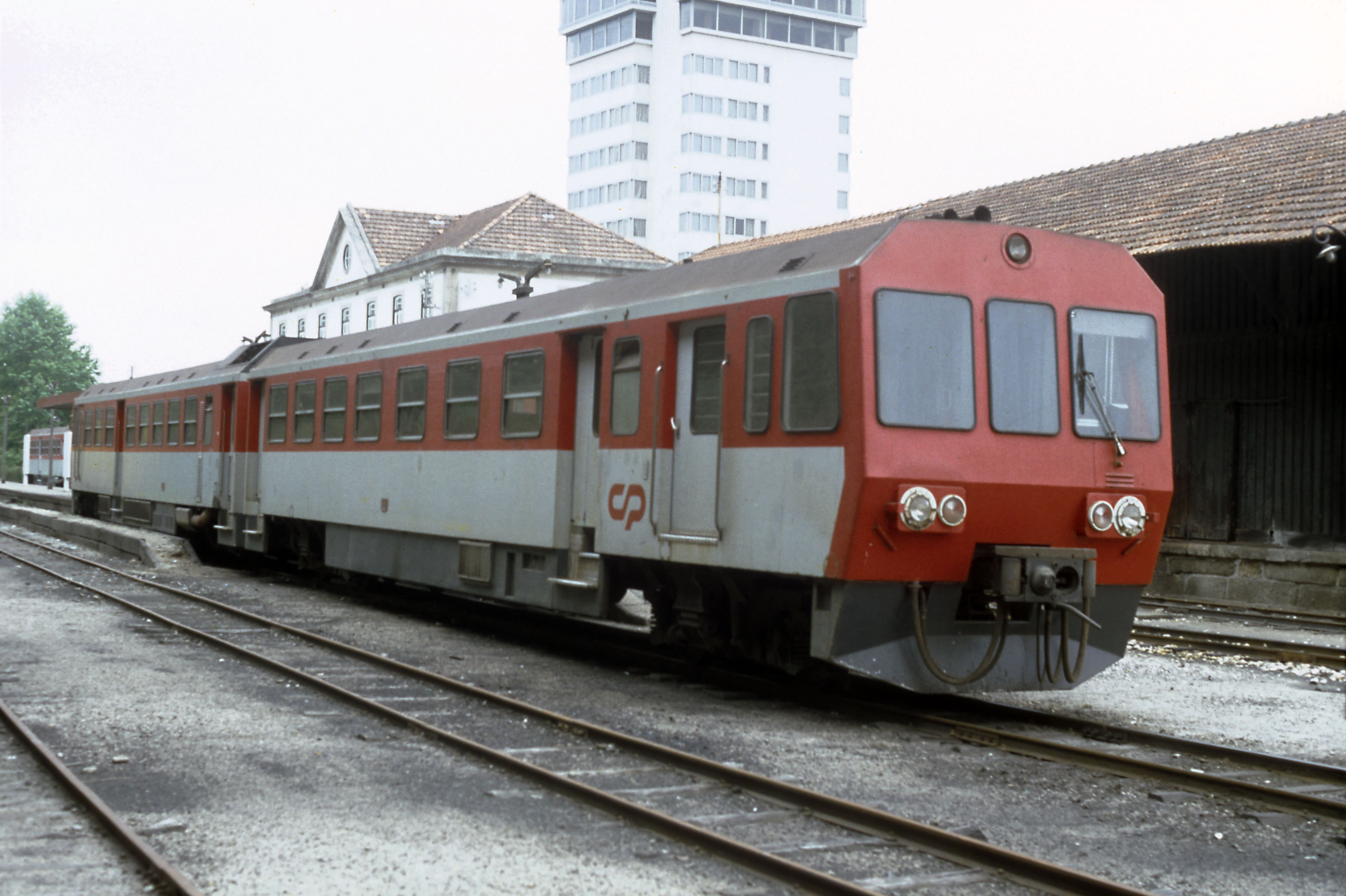
Estação Ferroviária de Guimarães, em 1996.

Em 1968, algumas estações desta linha usavam um sistema de exploração no qual, em certas horas de menor movimento, entravam em eclipse, ou seja, deixavam de ter influência sobre a circulação ferroviária, de forma a reduzir os custos com o pessoal.

#### Década de 1980
Em 31 de maio de 1986, o troço entre Guimarães e Fafe foi totalmente encerrado ao tráfego ferroviário. Este troço acabou por ser convertido numa ciclovia entre 1996 e 2018.
Em 1986 foi formado o Gabinete do Nó Ferroviário do Porto, que tinha como finalidade desenvolver as ligações ferroviárias à cidade do Porto e aos seus arredores. Neste sentido, programou-se a duplicação e electrificação da via, remodelação de estações e apeadeiros e modernização da sinalização e telecomunicações nos troços de Ermesinde a Braga e de Lousado a Guimarães, sendo este último adaptado a via larga. Em Janeiro de 1996 foi terminado o estudo prévio para a remodelação entre Lousado e Nine, e nesse ano já estavam em fase de conclusão os projectos de remodelação de Lousado a Santo Tirso e São Romão, esperando-se que as respectivas obras se iniciassem no último trimestre de 1996. O objectivo destas obras era melhorar as condições de serviço dos comboios, possibilitando a criação de vários serviços suburbanos de passageiros, incluindo um semi-rápido cadenciado de São Bento a Braga, que passaria por Lousado.
Enquanto isso, ganhou força a ideia de construir uma rede de metro ligeiro na área metropolitana do Porto. Em 1989, a STCP realizou um estudo onde propunha a construção de uma rede de metropolitano ligeiro para resolver os problemas de mobilidade da área metropolitana do Porto, ideia que foi fortemente apoiada pelo Presidente da Câmara Municipal do Porto Fernando Gomes. Os planos iniciais baseavam-se apenas numa ligação entre Matosinhos, Porto e Vila Nova de Gaia, mas a partir de 1992 começou a ser planeada a inclusão de municípios mais afastados do Porto na futura rede de metropolitano, entre os quais Maia e Trofa. Em março de 1993 foi criada a empresa Metro do Porto S.A., que se destinava a projetar, construir e explorar a futura rede de metropolitano e em dezembro de 1994 foi aberto o concurso público para escolher o empreiteiro que construiria e exploraria a rede. O projeto final do Metro do Porto foi apresentado em janeiro de 1996. O projeto consistia na construção de uma rede de 70 km dividida em quatro linhas. Dos 70 km da rede, 50 km seriam construídos através da conversão de linhas ferroviárias pesadas em linhas de metro. As linhas a converter seriam a Linha da Póvoa entre o Porto e Póvoa de Varzim, e a Linha de Guimarães entre o Porto e a Trofa, ambas linhas de bitola métrica não-eletrificada. O consórcio de empresas privadas Normetro foi o vencedor do concurso público e em dezembro de 1998 foi assinado o contrato de concessão para a construção e exploração da rede do Metro do Porto. O troço Porto–Trofa da Linha de Guimarães haveria de ser encerrado entre 2001 e 2002 para a conversão em linha de Metro do Porto e o primeiro lanço da linha de Metro abriu em dezembro de 2002. No entanto, no caso da Linha de Guimarães, as obras acabariam por só avançar entre o Porto e o ISMAI, a norte da Maia (ver secções abaixo).

#### Modernização do troço entre Lousado e Santo Tirso (1998)
O primeiro troço da Linha de Guimarães a ser convertido para bitola ibérica foi o lanço entre Lousado e Santo Tirso, com 6 km. Note-se que entre Trofa e Lousado a Linha de Guimarães era comum com a Linha do Minho (que sempre foi de bitola ibérica), pelo que não houve necessidade de converter esse troço para bitola ibérica. A empreitada da obra entre Lousado e Santo Tirso foi consignada em março de 1997 e a conversão deste troço para bitola ibérica ficou concluída em outubro de 1998, na altura ainda sem eletrificação (note-se que em 1998 a maioria da Linha do Minho também não estava eletrificada). Em Santo Tirso foi construída uma nova estação ferroviária, a qual passou a ser o local de transbordo dos passageiros entre os comboios de bitola larga e os de bitola estreita, e vice-versa. A construção da nova estação de Santo Tirso implicou a construção de novos acessos rodoviários a essa cidade, tendo sido construída uma nova ponte sobre o rio Ave. Após a conversão do troço Lousado–Santo Tirso para bitola ibérica, a CP colocou a circular nele automotoras da série 0450, iguais às que então se usavam na Linha do Minho. No resto da Linha de Guimarães, ainda em bitola métrica, continuaram a circular as automotoras da série 9600. O resto da Linha de Guimarães haveria de ser encerrado, entre 2001 e 2002, para conversão de bitola ibérica ou em linha do Metro do Porto.

### Século XXI

#### Década de 2000

##### Encerramento do troço entre Porto e Trofa e modernização do troço entre Santo Tirso e Guimarães
Como se disse nas secções anteriores, na década de 1990 planeou-se a conversão para bitola ibérica e eletrificação do troço da Linha de Guimarães entre Trofa, Lousado e Guimarães e a conversão para linha do Metro do Porto do troço entre Porto-Trindade e Trofa. O primeiro lanço a ser convertido para bitola ibérica foi o troço Lousado–Santo Tirso, obras que ficaram concluídas em 1998, na altura ainda sem eletrificação.
Em outubro de 1999, a UEFA escolheu Portugal para organizar o Euro 2004, a maior competição de futebol do continente europeu. O Euro 2004 serviu de catalisador para a realização de diversas obras de modernização da rede ferroviária portuguesa, entre as quais a conclusão das obras na Linha de Guimarães, pois Guimarães era uma das cidades onde ocorreriam jogos dessa competição.

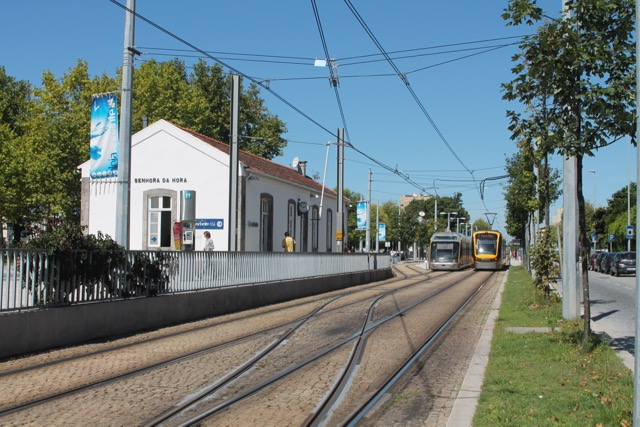
Estação Senhora da Hora do Metro do Porto.

Em ordem a fazer a conversão para linha do Metro do Porto, o troço da Linha de Guimarães entre Porto-Trindade e a Senhora da Hora (troço comum com a Linha da Póvoa) foi encerrado em 28 de Abril de 2001, seguido em 24 de Fevereiro de 2002 do encerramento do troço entre a Senhora da Hora e Trofa. Com efeito, o canal por onde seguia a linha foi transferido da REFER para a Metro do Porto. Entretanto, em 7 de janeiro de 2002, foi encerrado o tráfego no troço entre Santo Tirso e Guimarães, de modo a iniciarem-se as obras de conversão para linha de bitola ibérica e eletrificação. Em todos estes casos, o tráfego de passageiros passou a realizar-se através de autocarros de substituição.
O primeiro lanço da antiga Linha de Guimarães a reabrir como linha do Metro do Porto foi o troço entre Trindade e Senhora da Hora, no Porto. Em 7 de dezembro de 2002 foi inaugurada a linha de Metro entre Trindade, Senhora da Hora e Senhor de Matosinhos.

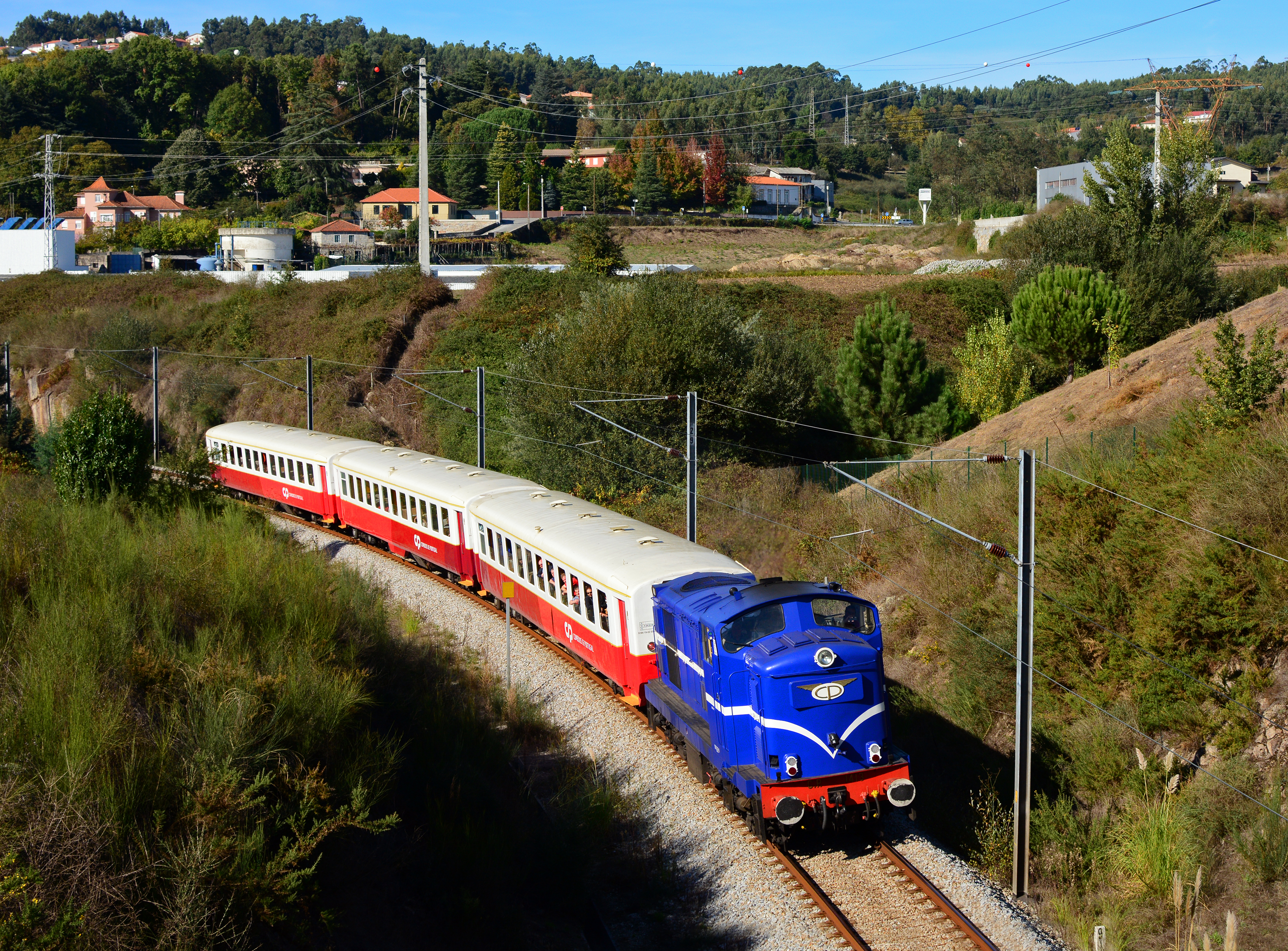
Comboio especial de bitola larga na Linha de Guimarães, em 2017.

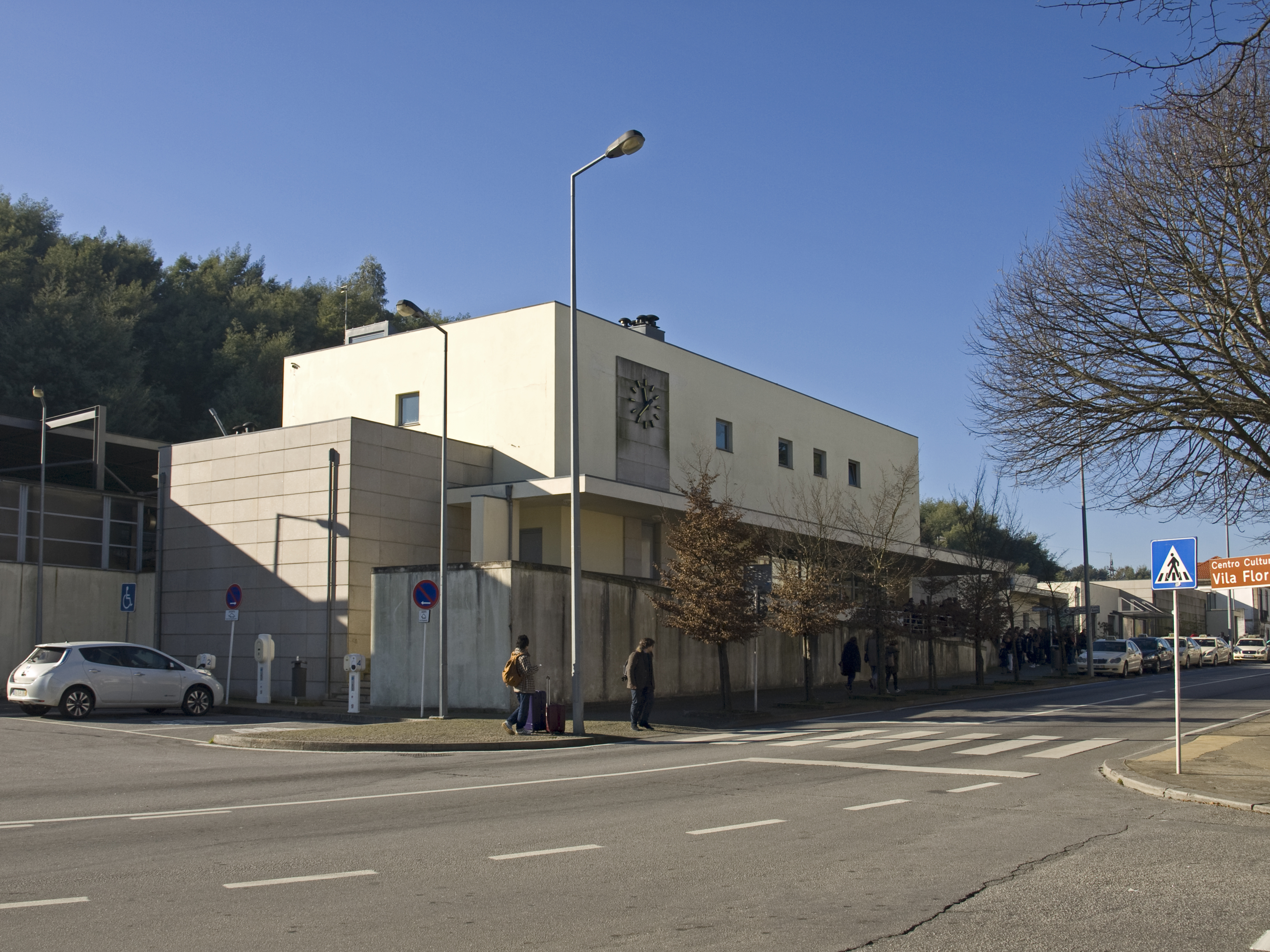
Novo edifício da estação de Guimarães.

A modernização, conversão para bitola ibérica e eletrificação do troço Santo Tirso–Guimarães foi dividida em duas secções, ambas com cerca de 13 km de comprimento: entre Santo Tirso e Lordelo e entre Lordelo e Guimarães. Tal como na modernização do troço Lousado–Santo Tirso, a modernização deste troço da Linha de Guimarães usou, na quase totalidade, o canal já existente, o que exigiu um grande esforço aos projetistas, devido ao traçado sinuoso da linha original e ao facto de a linha atravessar zonas urbanizadas. A conversão para bitola ibérica exigiu grandes operações de remoção de terras e expropriações, quer para alargar o canal e construir curvas mais suaves, quer para remodelar todas as estações e apeadeiros (e construir os seus acessos rodoviários e parques de estacionamento). A maioria das estações ficou com duas linhas, enquanto que Guimarães, estação terminal, ficou com quatro linhas. Foram construídos novos edifícios nas estações de Caniços, Lordelo, Vila das Aves e Guimarães, enquanto que o edifício principal da estação de Vizela foi renovado. O edifício da estação de Guimarães ficou sem usos ferroviários, mas escapou à «onda» de demolições da REFER, a qual demoliu os antigos edifícios de Lordelo, Caniços e todos os antigos apeadeiros. Foram melhorados os acessos rodoviários às estações e apeadeiros e construídos parques de estacionamento; com efeito, nas 10 paragens entre Caniços e Guimarães foram criados um total de 750 lugares de estacionamento. No contexto da construção das novas plataformas das estações e apeadeiros, foram também construídos acessos desnivelados, novos abrigos de passageiros e melhores acessos para pessoas com mobilidade reduzida. As estações e apeadeiros passaram a contar com informações visuais e sonoras sobre a circulação de comboios. Nas novas estações nasceram alguns espaços comerciais. A nova Ponte de Caniços, sobre o rio Ave, foi a maior obra da modernização do troço Santo Tirso–Guimarães da Linha de Guimarães; foi construída uma ponte nova com 176 metros de comprimento, com sete tramos e um tabuleiro em betão armado pré-esforçado. Quase todas as passagens-de-nível existentes ao longo da Linha foram suprimidas e só duas foram automatizadas. Para substituir as passagens de nível, a REFER construiu passagens desniveladas, quer superiores, quer inferiores.  Com efeito, entre Santo Tirso e Lordelo foram construídas 11 passagens inferiores rodoviárias e pedonal e 4 passagens superiores (rodoviárias e pedonais); entre Lordelo e Guimarães foram construídas 14 passagens inferiores e 14 passagens superiores. Foi instalada sinalização eletrónica na Linha de Guimarães, a qual passou a ser explorada em regime de cantonamento interpostos. Foi instalado sistema de rádio solo comboio ao longo da Linha e, mais tarde, o sistema CONVEL. A REFER instalou cabos de fibra ótica ao longo da Linha para apoiar o sistema de sinalização e atualizou os sistemas telefónicos de apoio à exploração. Após a modernização, a velocidade máxima na Linha de Guimarães passou a ser de 90 km/h, o que ainda assim permitiu reduzir significativamente o tempo de viagem entre Porto e Guimarães, já que antes da modernização as velocidades rondavam os 40 km/h. Na sequência da renovação de via, a circulação dos comboios mais pesados da rede portuguesa passou a ser permitida na Linha de Guimarães (categoria D4), embora as obras de modernização não tenham vocacionado a linha para o tráfego de mercadorias. Com efeito, nenhum terminal ou ramal de mercadorias foi construído na Linha de Guimarães. As obras na secção entre Santo Tirso e Lordelo foram concluídas em outubro de 2003, seguidos do troço entre Lordelo e Guimarães em dezembro do mesmo ano.

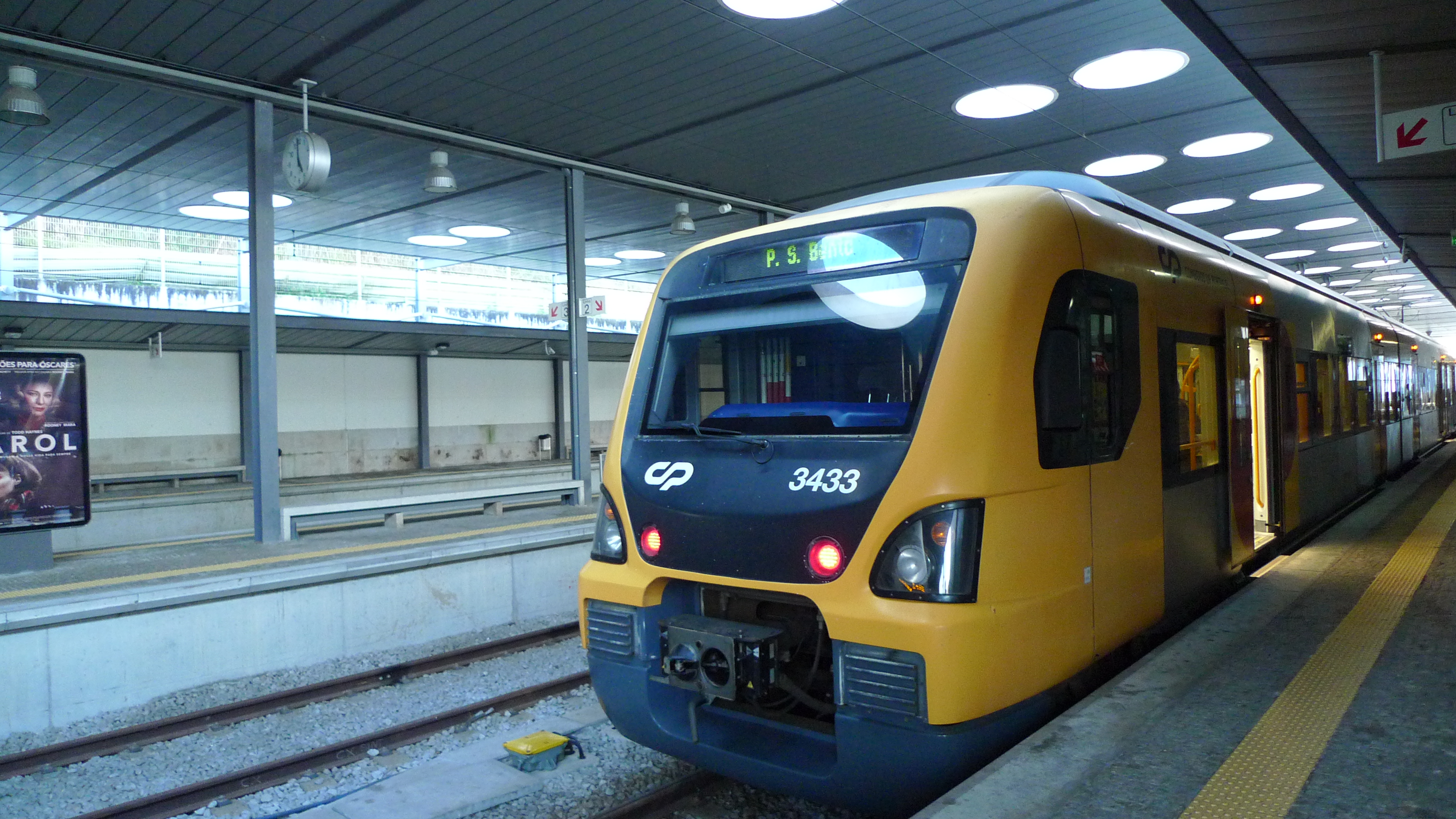
Automotora elétrica da série 3400 da CP na estação ferroviária de Guimarães.

O troço da Linha de Guimarães entre Santo Tirso e Guimarães foi reaberto em 19 de janeiro de 2004, agora com bitola ibérica e eletrificado, cinco meses antes do início do Euro 2004 (recorde-se que em Guimarães iam ser realizados alguns jogos daquele evento). A modernização da Linha de Guimarães custou 155 milhões de euros e foi um dos maiores investimentos feitos pela REFER. Após a reabertura da Linha de Guimarães, a operadora Caminhos de Ferro Portugueses iniciou a circulação dos comboios Urbanos entre Porto e Guimarães, assegurados por automotoras elétricas da série 3400. A CP criou 21 ligações entre Porto e Guimarães, viagens que demoravam 65 minutos, o que em média correspondia a menos 30 minutos do que antes da modernização. Em 5 de junho de 2004, uma semana antes da abertura do Euro 2004, começaram a circular os Intercidades Lisboa–Porto–Guimarães. Embora a modernização tenha melhorado significativamente a velocidade máxima na Linha de Guimarães, a modernização foi criticada por não ter sido mais ambiciosa, já que o traçado da Linha de Guimarães continuou a ser bastante sinuoso para uma linha de bitola ibérica, o que limita fortemente a velocidade máxima.
Após a conversão do troço entre o Porto e Senhora da Hora numa linha de Metro do Porto (em 2002) e da conversão para bitola ibérica do troço entre Lousado e Guimarães (entre 1998 e 2004), ficava a faltar a conversão do troço entre Senhora da Hora e Trofa numa linha de metro. No entanto, no caso deste lanço, as obras de conversão em Metro do Porto acabaram por só avançar entre a Senhora da Hora e o ISMAI (a norte da Maia), troço que ficou concluído em Março de 2006, integrado na Linha C do Metro do Porto. Com efeito, desde 2002 que o troço da Linha de Guimarães entre o ISMAI e a Trofa se mantém sem qualquer tráfego ferroviário, pesado ou ligeiro, o que tem gerado descontentamento na região, principalmente depois de em 2010 a empresa Metro do Porto ter retirado do seu plano de atividades o prolongamento da Linha C desde o ISMAI até à Trofa.

#### Década de 2010
Em Janeiro de 2011, um agrupamento de utentes da Linha de Guimarães organizou uma petição, para propor à operadora Comboios de Portugal a criação de um serviço de comboios expresso, que efectuasse a ligação à cidade do Porto em cerca de 30 minutos.
Em abril de 2016, a CP anunciou que ia introduzir comboios Alfa Pendular na Linha de Guimarães. O serviço Alfa Pendular Lisboa–Porto–Guimarães começou a funcionar em 1 de maio de 2016; no caso da Linha de Guimarães, o Alfa Pendular tem paragens intermédias na Trofa e em Santo Tirso. A CP criou 2 serviços Alfa Pendular, 1 em cada sentido, os quais faziam a viagem entre Lisboa e Guimarães em 3 horas e 50 minutos. O Alfa Pendular tornou-se assim no segundo serviço de longo curso da Linha de Guimarães, juntando-se aos Intercidades Lisboa–Guimarães, os quais foram introduzidos em 2004 e demoram entre 4h08 e 4h17 a fazer essa viagem. Na primeira viagem do Alfa Pendular Lisboa–Guimarães, em 1 de maio de 2016, viajou o Presidente da CP Manuel Queiró e os presidentes das Câmaras Municipais da Trofa, Santo Tirso e Guimarães. Na altura, uma viagem entre Lisboa e Guimarães no Alfa Pendular custava 32,80€ em classe turística e 46,50€ em classe conforto.

## Ecopista Guimarães–Fafe

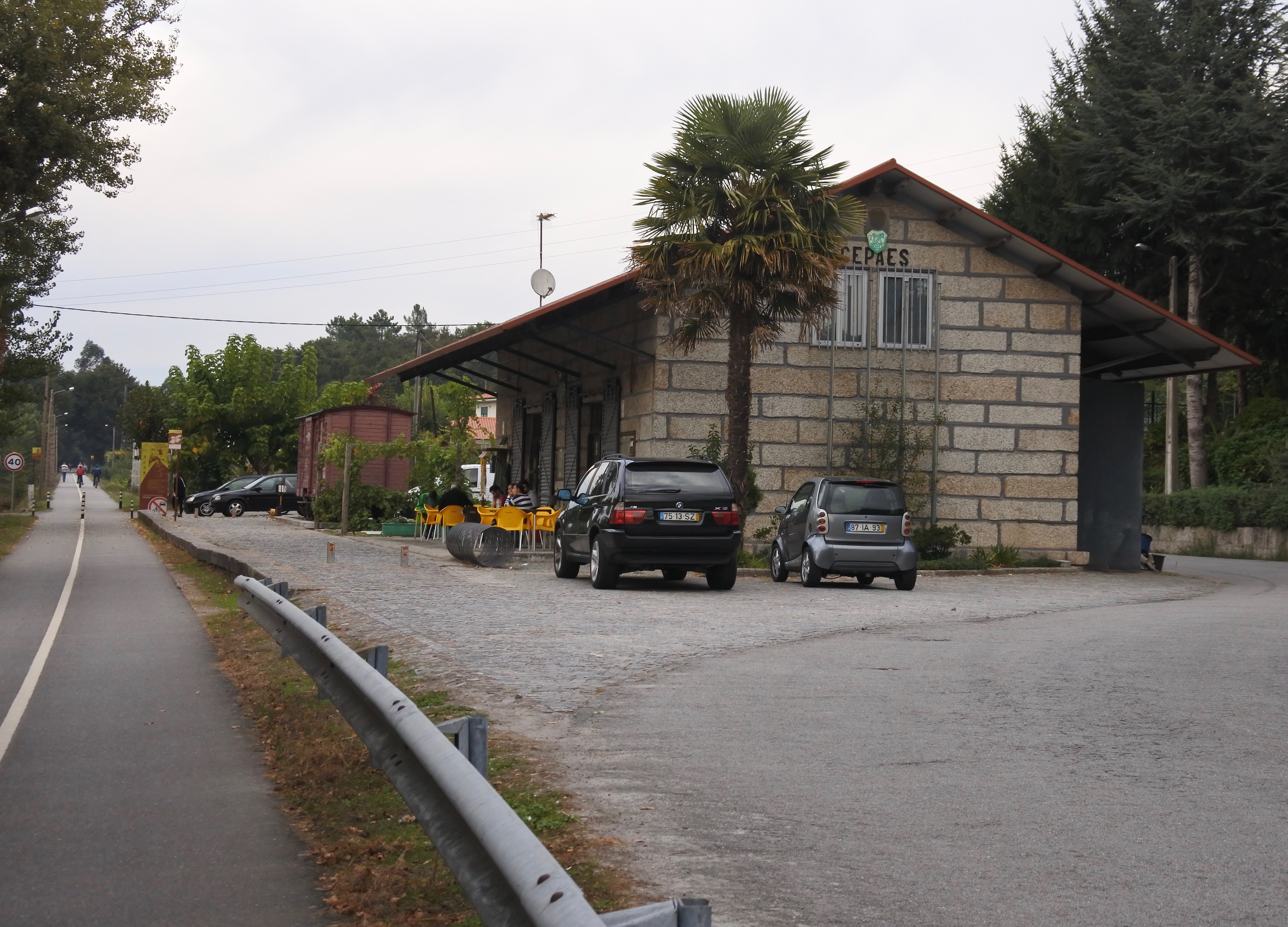
Ecopista Guimarães–Fafe junto ao antigo apeadeiro de Cepães.

O troço da Linha de Guimarães entre Guimarães e Fafe foi encerrado em 1986. Dos 21 km deste troço, 14 km foram convertidos numa ciclovia na década de 1990 e a maioria dos restantes 7 km na década de 2010. O primeiro troço da ecopista foi inaugurado em 24 de outubro de 1996, e correspondia aos 6 km entre o apeadeiro de Farreja e o lugar da Foz, nas proximidades de Fafe. Esta ciclovia foi construída pela Câmara Municipal de Fafe. Em 24 de junho de 1999 foi inaugurado o troço entre Devesa (freguesia de Mesão Frio) e Fareja, 8 km construídos pela Câmara Municipal de Guimarães. Com a abertura destes dois troços criou-se uma ciclovia intermunicipal que começava a cerca de 3 km do centro da cidade de Guimarães e terminava a cerca de 1 km do centro de Fafe. Na década de 2010, a Câmara Municipal de Guimarães decidiu expandir a ecopista até mais próximo do centro da cidade e criar uma rede de ciclovias no município (um projeto chamado Ecovia de Guimarães). Em 22 de setembro de 2018 foi inaugurada, entre outras, a ciclovia que liga a estação ferroviária de Guimarães (Avenida D. João IV) a Devesa, onde começa a ecopista Guimarães–Fafe aberta na década de 1990. Na sua maioria, o troço Guimarães–Devesa da ciclovia segue o canal da antiga linha férrea, mas nem sempre. Com efeito, é de notar que o canal da antiga linha férrea foi ocupado ou mesmo destruído para a construção de estradas e ruas, nomeadamente a via rápida N 101. 
O piso da ciclovia Guimarães–Fafe é em asfalto, com um marcas horizontais a separar os dois sentidos de tráfego. O antigo apeadeiro de Cepães foi restaurado e convertido num café. O projeto de 1997 da Câmara Municipal de Guimarães para a ecopista Devesa–Fareja contemplava a reabilitação da antiga Estação de Paçô Vieira, no entanto, em 2001 esta estação estava degradada e ao abandono.